# Shiomi-dake
Der Shiomidake (japanisch 塩見岳 Shiomi-dake) ist ein Berg im Akaishi-Gebirge und mit einer Höhe von 3047 m der neunthöchste Berg Japans. Er liegt innerhalb des Minami-Alpen-Nationalparks in den Präfekturen Nagano und Shizuoka.
Der Shiomidake ist einer der 100 berühmten japanischen Berge (日本百名山, Hyakumeizan).

## Geschichte
- 1964 – Die Region um Shiomidake wird mit dem neuen Minami-Alpen-Nationalpark als Schutzgebiet ausgewiesen[2]
- 1977 – Die Shiomi-Berghütte wird auf der Westseite des Gipfels gebaut
- 2004 – Der Asteroid (55873) Shiomidake wird nach dem Berg benannt

## Geografie
| Bild | Name                        | Höhe (m) | ab Shiomidake Richtung und Distanz | Anmerkungen                                                           |
| ---- | --------------------------- | -------- | ---------------------------------- | --------------------------------------------------------------------- |
|      | Kisokomagatake (木曽駒ヶ岳) | 2955.86  | 41,8 km nach Nordwesten            | in der Liste der 100 berühmten japanischen Berge                      |
|      | Senjōgatake (仙丈ヶ岳)      | 3032.56  | 16,2 km nach Norden                | in der Liste der 100 berühmten japanischen Berge                      |
|      | Ainodake (間ノ岳)           | 3189.13  | 9,0 km nach Nordnordosten          | in der Liste der 100 berühmten japanischen Berge                      |
|      | Nōtori-dake (農鳥岳)        | 3025.90  | 7,2 km nach Nordosten              | in der Liste der 200 berühmten japanischen Berge                      |
|      | Shiomidake (塩見岳)         | 3052     | 0                                  | in der Liste der 100 berühmten japanischen Berge                      |
|      | Koumoridake (蝙蝠岳)        | 2864.69  | 3,8 km nach Südosten               |                                                                       |
|      | Eboshi-dake (烏帽子岳)      | 2726     | 3,5 km nach Südwesten              |                                                                       |
|      | Kogouchi-dake (小河内岳)    | 2801.56  | 4,8 nach Südwesten                 |                                                                       |
|      | Arakawa-dake (荒川岳)       | 3141     | 8,1 km nach Süden                  | in der Liste der 100 berühmten japanischen Berge                      |
|      | Fuji-san (富士山)           | 3776.24  | 54,8 km nach Südsüdosten           | höchster Berg Japans in der Liste der 100 berühmten japanischen Berge |

## Galerie

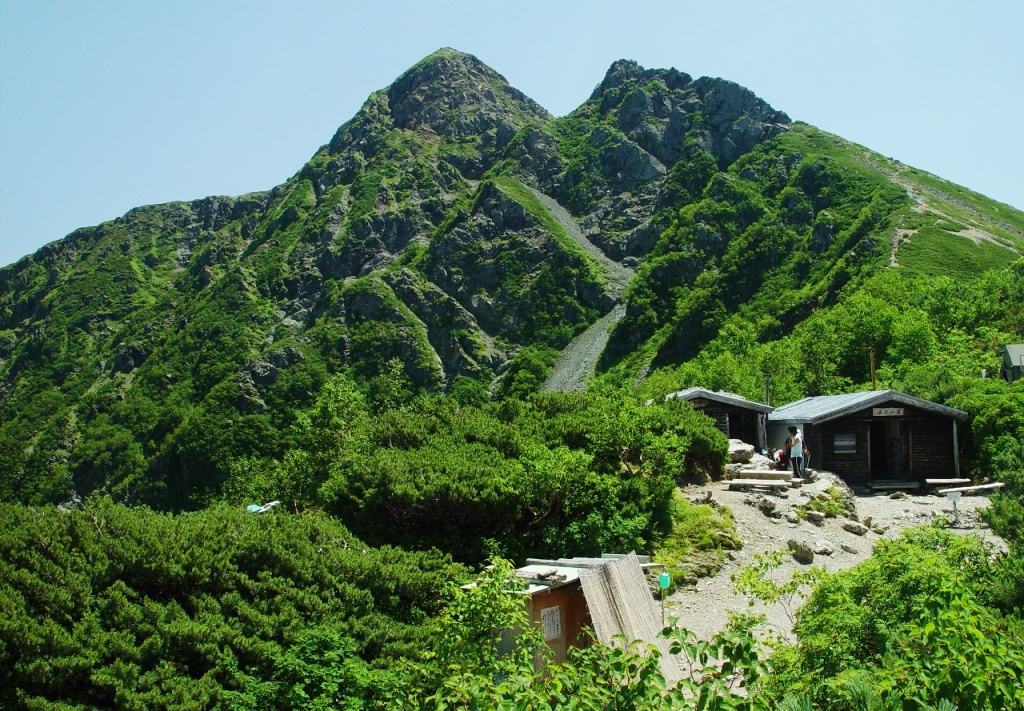
Shiomidake und Berghütte (Westen)
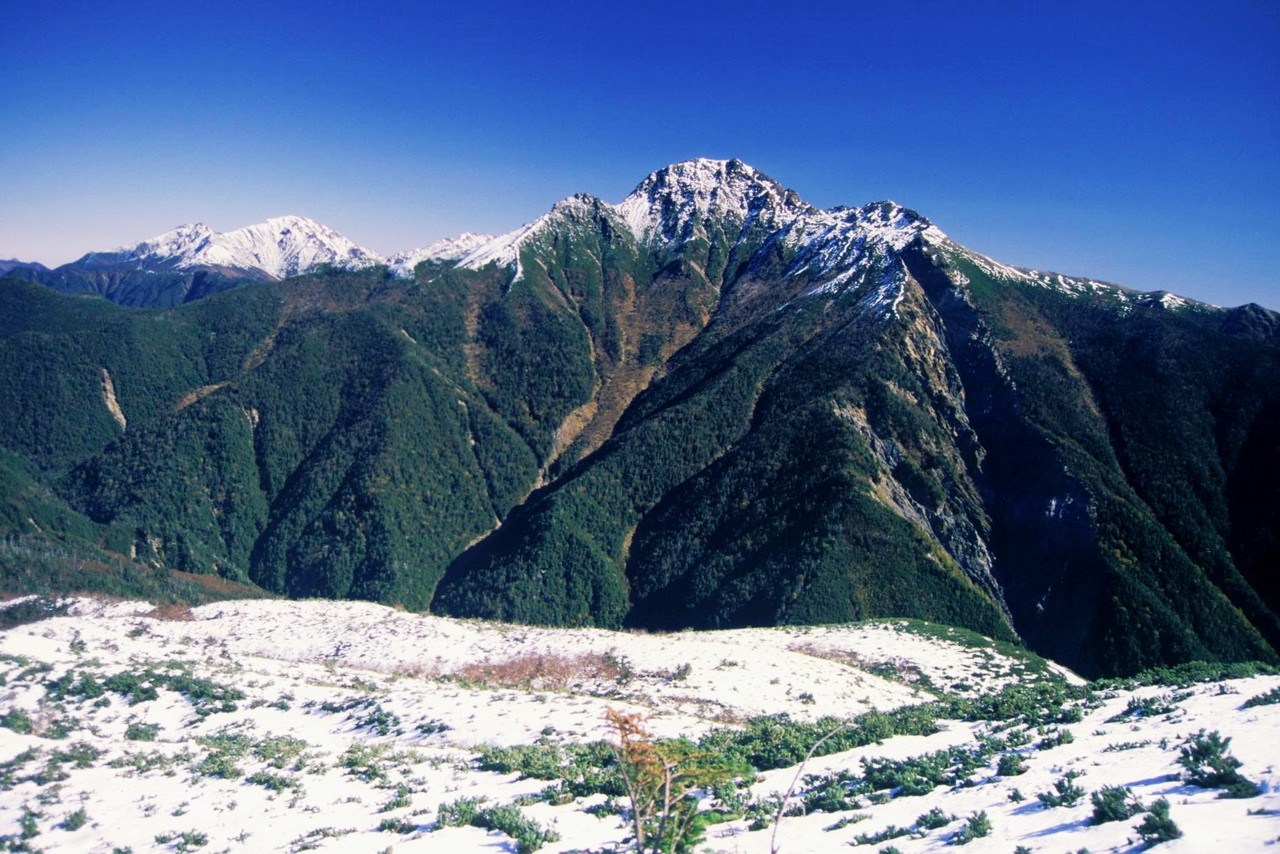
Shiomidake von Eboshi-dake (Süden)
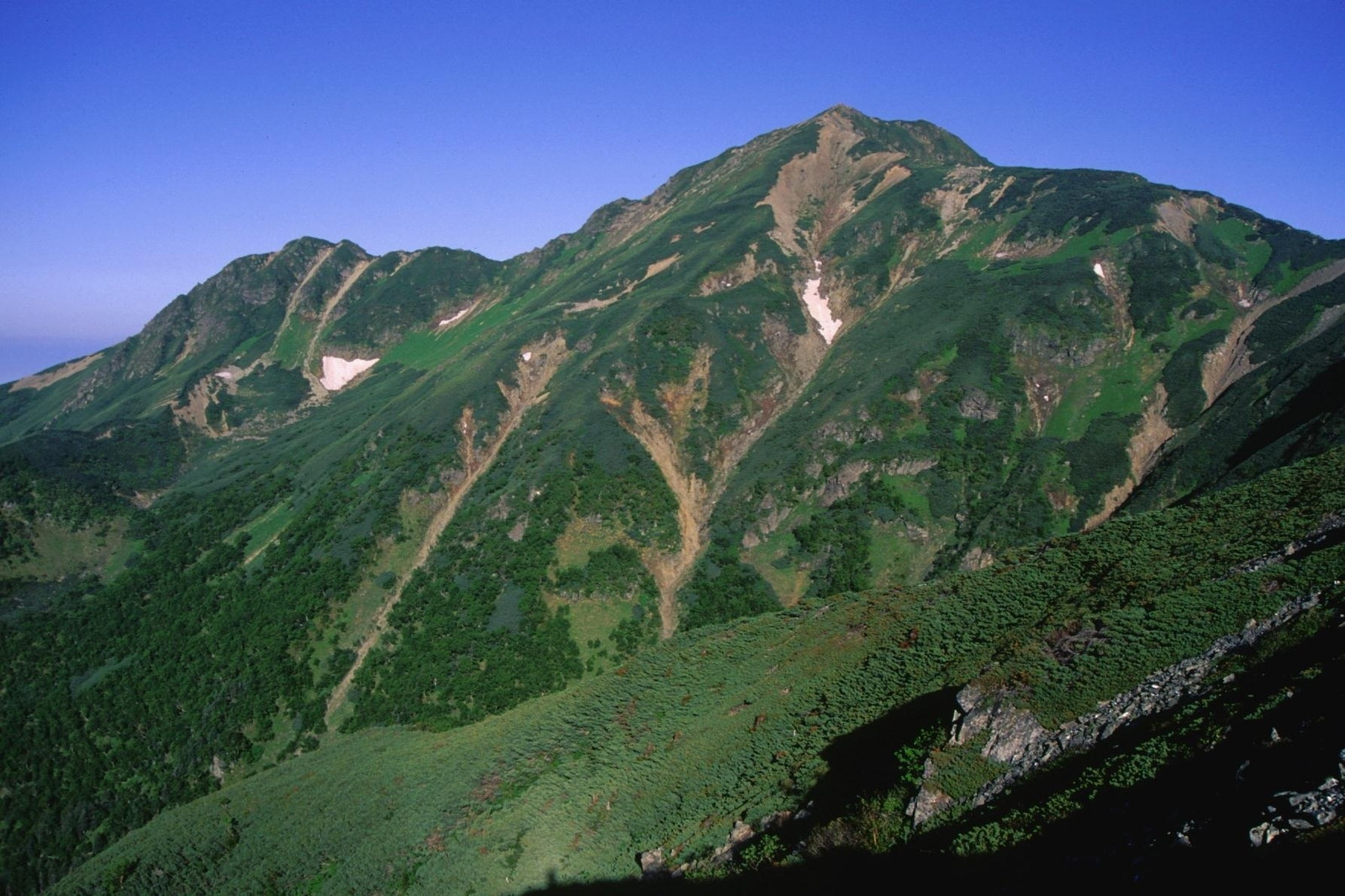
Shiomidake von Kōmori-dake (Südosten)
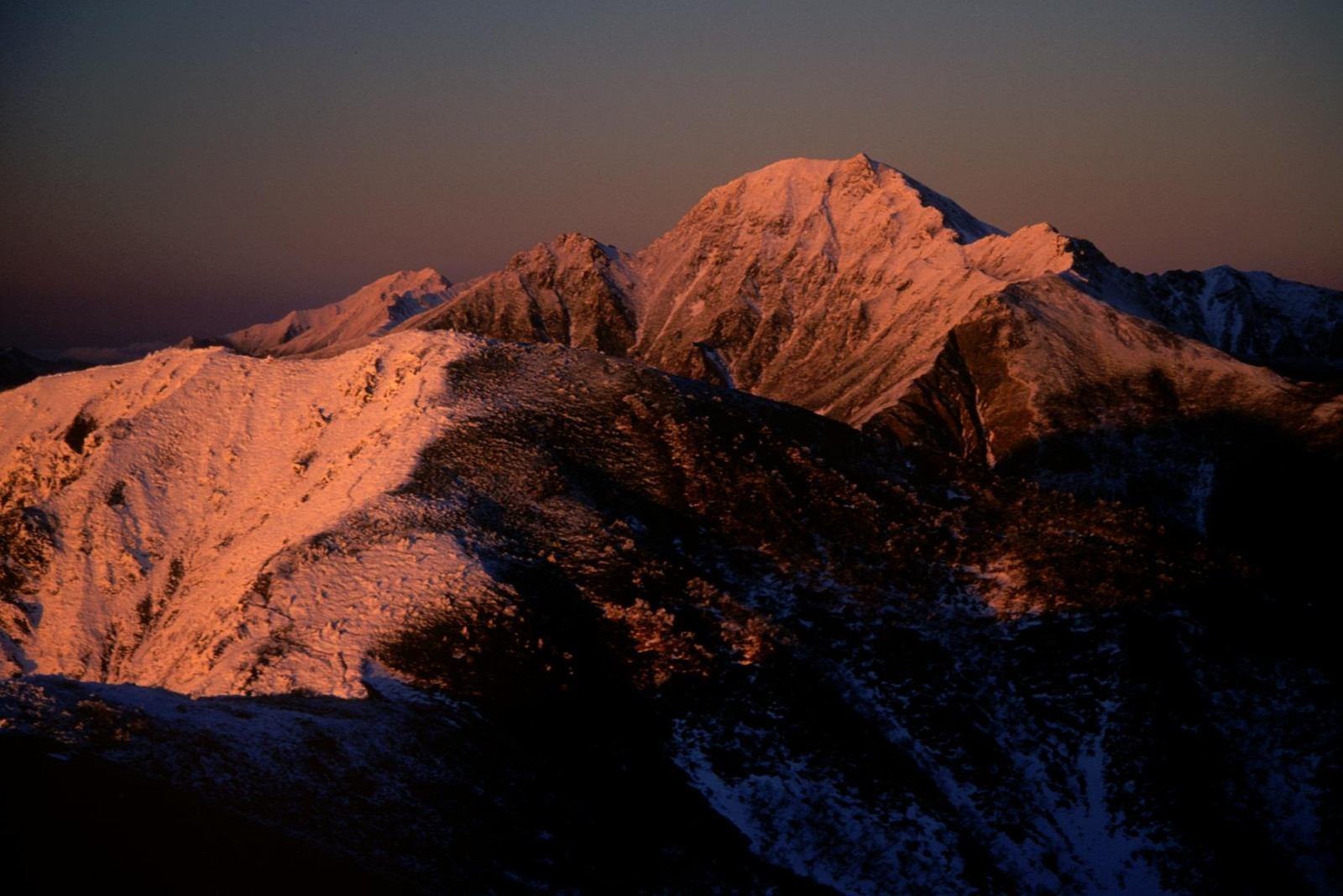
Shiomidake von Kogōchi (Süden)